# Etorofus
Etorofus  (лат.) — род жуков из подсемейства усачики семейства жуков-усачей. Встречаются в Палеарктике от Европы до Дальнего Востока. Личинки европейских видов развиваются в сосне, взрослые жуки имеют длину около 1,5 см. Голова короткая, глаза крупные.

## Систематика
Ранее представителей этого рода рассматривали в составе родов Leptura, Pedostrangalia или Strangalia. Таксон Etorofus был впервые выделен в 1933 году японским энтомологом Масаки Мацусита. По результатам исследования личинок и другим параметрам таксону Etorofus в последнее время придают статус рода (G. Sama, 2002)
- Род: Etorofus Matsushita 1933
  - Подрод: Etorofus Matsushita, 1933
    - Вид: Etorofus circaocularis (Pic, 1934)
      - =Pedostrangalia circaocularis Niisato, 1997
      - =Strangalia circaocularis Pic, 1934
      - =Etorofus variicornis var. niger Matsushita, 1933
      - =Etorofus variicornis var. nemurensis Matsushita, 1933
      - =Etorofus variicornis Matsushita, 1933
      - =Pedostrangalia circaocularis Niisato, 2001

    - Вид: Etorofus nemurensis Matsushita 1933
      - = Etorofus variicornis Matsushita, 1933
      - = Etorofus niger Matsushita, 1933
      - = Etorofus circaocularis (Pic, 1934)

    - Вид: Etorofus pubescens (Fabricius, 1787)

  - Подрод: Nakanea Ohbayashi, 1963
    - Вид: Etorofus vicaria Bates, 1884